# Francesc Vendrell
Francesc Vendrell i Vendrell (Barcelona, 15 de junio de  1940-Londres, 27 de noviembre de 2022) fue un diplomático español.

## Biografía
Se licenció en Derecho en la Universidad de Barcelona, continuó estudiando en el King's College de Londres y se graduó en Historia Moderna en la Universidad de Cambridge. Fue director de la Academia de Derecho Internacional de La Haya en 1979.
En 1968 ingresó en el cuerpo diplomático de la ONU, siendo nombrado jefe de los servicios de documentación del secretariado general en Europa y América de 1987 a 1992. Entre otros cargos en el alto organismo, fue representante personal del secretario general de las Naciones Unidas en los procesos de paz de El Salvador y Nicaragua (1989-1991), Guatemala (1990-1992) y Timor Oriental (1999). Participó en misiones diplomáticas en el Cáucaso (1992) y Haití (1993), y fue director de la división de asuntos políticos para el Asia Oriental y el Pacífico (1993-1997) y de la división combinada Asia-Pacífico (1998-1999).
En 1999 fue nombrado responsable de la oficina de asistencia al secretario general de la ONU para los asuntos políticos de Asia, el Pacífico, América y Europa. De 2000 al 2002 encabezó la misión especial de la ONU a Afganistán (UNSMA), y este último año fue nombrado representante de la Unión Europea. En 2002 recibió la Creu de Sant Jordi.